# Jan z Jaje (I)
Jan z Jaje – duchowny katolicki kościoła maronickiego, w latach 1239–1245 36. patriarcha tego kościoła - "maronicki patriarcha Antiochii i całego Wschodu".